# Józef Pielorz
Józef Pielorz OMI (ur. 22 stycznia 1921 w Imielinie, zm. 1 września 2016 w Tychach) – polski duchowny katolicki, oblat, duszpasterz i publicysta.

## Życiorys
Pochodził z wielodzietnej rodziny. W 1939 roku zdał maturę w oblackim Niższym Seminarium Duchownym w Lublińcu. Następnie udał się nowicjatu Zgromadzenia w Markowicach k. Inowrocławia, gdzie poznał m.in. późniejszego błogosławionego męczennika Józefa Cebulę. Podczas kampanii wrześniowej 1939 roku wraz z innymi nowicjuszami bezskutecznie próbował przedostać się do Warszawy. Ostatecznie powrócił do Markowic, gdzie pozostał do 4 maja 1940 roku, kiedy to został aresztowany przez Gestapo, by następnie zostać przewiezionym do obozu w obozu w Dachau. Stamtąd, w sierpniu 1940 roku trafił do obozu w Gusen, gdzie doczekał się wyzwolenia przez wojska amerykańskie w maju 1945 roku.
Po zakończeniu II wojny światowej udał się do Rzymu, gdzie kontynuował nowicjat w domu generalnym Zgromadzenia. Śluby zakonne złożył 24 stycznia 1949 roku, zaś święcenia kapłańskie otrzymał 2 lipca 1950 roku. Obronił doktorat na Papieskim Uniwersytecie Gregoriańskim. Pracował jako duszpasterz Polonii w Kanadzie (7 lat) oraz Belgii (33 lata). Pełnił również funkcję dyrektora biblioteki na Papieskim Uniwersytecie Urbaniana. Ostatnie lata życia spędził w domu rodzinnym w Imielinie.
Był pasjonatem historii, czego owocem były liczne publikacje na temat historii Zgromadzenia. Pisywał do czasopism polskich oraz zagranicznych (m.in. Vie Oblate Life, Duszpasterz Polski Zagranicą, Niepokalana, Mozaika Obrzańska). Oprócz polskiego, władał językami: angielskim, niemieckim i francuskim.
W 2000 roku otrzymał tytuł Tytułu Honorowego Obywatela Miasta Imielin. Po śmierci został pochowany na tamtejszym cmentarzu parafialnym.

## Publikacje
- La vie spirituelle de mgr de Mazenod fondateur de la Congrégation des Missionnaires Oblats de Mari (Rzym 1955)
- Mgr. Eugène de Mazenod et les polonais: étude historique (Rzym 1970)
- Oblaci polscy: zarys dziejów Prowincji polskiej Misjonarzy Oblatów Maryi Niepokalanej z okazji 50-lecia istnienia: 1920–1970 (Rzym 1970)
- Les Oblats polonais dans le monde: esquisse historique des Missionnaires Oblats de Marie Immaculée (Rzym 1971)
- Męczennik za wiarę: Bł. Józef Cebula (1902–1941) (Poznań 1999)
- Martyrologium polskich oblatów 1939–1945 (Poznań 2005)
- Polscy oblaci na zachodzie Europy 1905–2010 (Poznań 2012)